# Helanthium zombiense
Espèce
Statut de conservation UICN

 VU  : Vulnérable
Helanthium zombiense, également appelée Echinodorus zombiensis, est une espèce de plantes à fleurs de la famille des Alismataceae. C'est une plante aquatique tropicale.

## Distribution
Découverte en 1989 et 1992 par des chercheurs français du Muséum national d'histoire naturelle dans l'étang Zombis, situé à 420 m d'altitude sur les contreforts orientaux du massif de la Soufrière en Guadeloupe, c'est une espèce reconnue à part entière en 2001 et validée dans la nomenclature botanique en 2008.
Elle est présente également en Jamaïque et constitue un second représentant de l'espèce Echinodorus présent aux Petites Antilles avec Echinodorus berteroi,.

## Description
Helanthium zombiense est une plante herbacée aquatique rhizomateuse dont la hauteur peut atteindre 40 cm. Ses feuilles submergées sont elliptiques, rubanées et linéaires et font de 10 à 35 cm de longueur et de 0,5 à 1,5 cm de largeur. Son pétiole peut atteindre 25 cm de longueur maximale et ses inflorescences (rares) peuvent mesurer 40 cm de longueur, toujours émergées, avec cinq à quinze fleurs par verticille unique. Les fleurs de 13 à 18 mm sont composées de trois sépales verts et trois pétales blancs nacrés. Formant des populations denses de plants en bordure de lac, Helanthium zombiense peut se trouver immergée jusqu'à 80 cm de profondeur d'eau.
Elle s'apparente à Echinodorus tenellus et Echinodorus bolivianus mais s'en distingue par des caractères morphologiques, palynologiques (pollen à exine juvénile), biochimiques (capacité de biosynthèse de β-D-glucoside de β-sitostérol) et génétiques propres (caryotype hautement variable avec en moyenne douze paires de chromosomes – allant jusqu'à dix-huit –, contre onze pour E. tenellus).

## Protection et menaces
Espèce présente dans seulement quelques sites au monde, elle est considérée comme vulnérable en France par l'Inventaire national du patrimoine naturel.